# Batrachylodes
Batrachylodes var ett släkte av groddjur, tillhörande familjen Ceratobatrachidae.

Arter som ingick enligt Catalogue of Life:
- Batrachylodes elegans
- Batrachylodes gigas
- Batrachylodes mediodiscus
- Batrachylodes minutus
- Batrachylodes montanus
- Batrachylodes trossulus
- Batrachylodes vertebralis
- Batrachylodes wolfi

Året 2015 infogades arterna i släktet Cornufer och Batrachylodes blev ett synonym till Cornufer.